# Taiki Kato
Taiki Kato (加藤 大樹 Kato Taiki?), född 14 mars 1993 i Nara prefektur, är en japansk fotbollsspelare.
Kato började sin karriär 2015 i SP Kyoto FC. 2016 flyttade han till Renofa Yamaguchi FC. Efter Renofa Yamaguchi FC spelade han för Zweigen Kanazawa.